# 吉本元喜
吉本 元喜（よしもと げんき、1979年12月11日 - ）は、日本の男性声優、舞台俳優。埼玉県出身。

## 経歴
アミューズメントメディア総合学院卒業。ミディアルタ、遊々団ブランシャを得てピアレスガーベラに所属。

## 人物
趣味・特技は草野球、料理、投網、大道具作製、ギター演奏。

## 出演

### テレビアニメ
2008年
- カイバ
- ミチコとハッチン

2009年
- CANAAN（取巻きB、シークレットサービスA）
- CLANNAD 〜AFTER STORY〜（客）
- ヒピラくん（車掌、町の人たち、ゾンビ、ロック、怪獣）

2010年
- 薄桜鬼 碧血録（指揮官）

2012年
- BTOOOM!（秘書）

2014年
- キャプテン・アース（警備員、プードル、ギメロック・ボンバー、ハルヒコの部下、松井 他）
- ソウルイーターノット!（レイド、男性客A、アーロン、監視官、死武専職員D 他）
- 七つの大罪（2014年 - 2020年、団員D、村人D、牢番B、衛兵、蛮族、観客、聖騎士 他） - 2シリーズ
- ノブナガン（戦車長）
- ばらかもん（引越し業者）

2015年
- 赤髪の白雪姫（2015年 - 2016年、薬屋の店主、政務官、盗賊、使用人B、リド家臣 他）
- カードファイト!! ヴァンガードG（ドッグトレーナー）
- ダイヤのA -SECOND SEASON-（王谷部員、王谷選手）

2016年
- 昭和元禄落語心中（2016年 - 2017年、若手、ご近所さん） - 2シリーズ
- 文豪ストレイドッグス（ポート・マフィア、ミミック）
- モブサイコ100（運転手）

2018年
- 1日外出録ハンチョウ（客C）

2019年
- ソードアート・オンライン アリシゼーション War of Underworld（衛士）

2021年
- ゴジラ S.P ＜シンギュラポイント＞（警察官、キャスターA、乗客A、班長、副操縦士 他）

2022年
- 天才王子の赤字国家再生術（部下）
- 理系が恋に落ちたので証明してみた。r=1-sinθ（不良A）

2024年
- ダンジョン飯（金剥ぎリーダー）
- 来世は他人がいい（半グレ）

### 劇場アニメ
- 大ちゃん、だいすき。（2007年）
- ホッタラケの島 〜遥と魔法の鏡〜（2009年）
- 交響詩篇エウレカセブン ハイエボリューション1（2017年、ブリッジクルーD）
- 劇場版 はいからさんが通る 前編 〜紅緒、花の17歳〜（2017年、友人）
- 劇場版 鬼滅の刃 無限城編 第一章 猗窩座再来（2025年）

### OVA
- デジモンアドベンチャー tri. 第5章「共生」（2017年）
- コードギアス 奪還のロゼ（2024年、ネオ・ブリタニア兵）

### Webアニメ
- エウレカセブンAO「ロード・ドント・スロー・ミー・ダウン」（2017年、男[5]）
- B: The Beginning（2018年）
- T・Pぼん（2024年、従者D、カウボーイA）

### ゲーム
2009年
- トリガーハート　エグゼリカ　エンハンスド（ヴァーミス、ワット）

2010年
- 維新恋華 龍馬外伝

2011年
- お菓子な島のピーターパン 〜Sweet Never Land〜

2014年
- あやかしごはん（想）

2015年
- 七つの大罪 真実の冤罪（炎に包まれた聖騎士）

2023年
- BLUE PROTOCOL

### デジタルコミック
- お狐様の初夜は甘くない（2022年、田沢のおじーちゃん、男性医師、青陽、ナレーション）[8]
- コミュ障リーマンは恋の仕方がわかりません（2022年、部長・大倉の先輩・タクシーの運転手）[9]

### 吹き替え

#### テレビドラマ
- パワーレンジャー・S.P.D.（スプッティアイ〈ピーター・フィーニィ〉）

#### 映画
- 明日、君がいない
- EVENT16
- イラク -狼の谷-
- イリュージョンホテル
- 狼の街
- ザック・エフロン in ダービースタリオン
- SPEEDMAN
- DEATH GATE 11:11
- プリズン・ヴァンパイア
- プロジェクト・グレイ -宇宙人地球侵略-
- ライカン

### 特撮
2023年
- ウルトラマンブレーザー（予告ナレーション、ナレーション）

### ラジオ番組
- 岩田光央・鈴村健一 スウィートイグニッション（2007年度）※アシスタントパーソナリティー

### CM
- めちゃ×2イケてるッ! ※TVスポット

### ボイスオーバー
- NHK世界の名峰 グレートサミッツ「白い嵐の頂きに挑む 南米・アコンカグア」（2011年12月12日、NHK BSプレミアム）

### 舞台
- 2009年2月 劇団大富豪「8月のシャハラザード」（木島 役）
- 2009年6月 遊々団ブランシャ第11回公演「family trap〜コーンフレーク食べます？〜」（風間次郎丸 役）
- 2010年3月 遊々団ブランシャ第12回公演「東南大学物語」（吉本 役）※第一部「ケーマの高飛び フの餌食」〈脚本〉
- 2010年9月 遊々団ブランシャ第14回公演「ファイナルウィーク」（車掌・婚約者 役）
- 2012年1月 遊々団ブランシャ第16回公演「ドーベルマンロード」〈舞台監督〉